# Ellipsocoris
Ellipsocoris is een geslacht van wantsen uit de familie van de Scutelleridae (Pantserwantsen). Het geslacht werd voor het eerst wetenschappelijk beschreven door Gustav Mayr in 1864.

## Soorten
Het genus bevat de volgende soorten:

- Ellipsocoris kalashiani Carapezza, 2009
- Ellipsocoris pericarti Carapezza, 2009
- Ellipsocoris tamerlani Kiritshenko, 1914
- Ellipsocoris trilineatus Mayr, 1864